# 中国人民解放军陆军第五十军
中国人民解放军陆军第五十军由1948年辽沈战役期间，戰場投共的國民革命軍第六十軍改编成军。至1985年百万大裁军裁撤。
六十軍的建軍历史最早可追溯至大清雲南都督唐繼堯部滇軍，參加抗戰，在1945年日本宣布投降後，又奉命進入越南受降，後轉移至東北戰場投入第二次國共內戰，最後在戰場投共加入東北人民解放軍。

## 初期
国民革命军第六十軍是在中國抗日戰爭時建立，編制則是從國民革命軍第十路軍移編。第十路軍的前身則是在北伐戰爭期間改組的國民革命軍第三十八軍，下轄國民革命軍第98師（師長盧漢）、國民革命軍第99師（師長朱旭）、國民革命軍第100師（師長張鳳春）、國民革命軍第101師（師長張沖）。在1930年代，這4個師被改編為旅，以滇軍第1旅起頭重新編號。
民国26年（1937年）7月7日，卢沟桥事变爆发，第十路軍在全面抗戰時改組為國民革命軍第30軍團，以龍雲為首的滇系軍閥當時所配備的部隊有6個旅、12個團，龍雲接受國民政府節制，將滇軍旅改編為師，此6個旅集中到昆明，改組成立國民革命軍第六十軍指揮：
- 軍長盧漢、參謀長趙錦雯，約有4萬人。
- 第182师（師長安恩溥，下轄539旅，旅長高振鴻、540旅，旅長郭建臣）
- 第183师（師長高蔭槐，轄541旅，旅長楊宏光、542旅）
- 第184师：師長張沖
  - 543旅 旅长万保邦
    - 1085团 团长曾泽生
    - 1086团 团长杨洪元

  - 544旅 旅长王秉璋
    - 1087团 团长王开宇
    - 1088团 团长邱秉常

六十軍因為是由原有滇軍部隊改組，初期使用多半為法國軍械，装备相對齐全。同年10月5日，第六十軍在雲南昆明東南郊的巫家壩操場舉行誓師出征大會，行軍到長沙後鐵運華中前線。由於出省時間較晚，因此並無投入上海與南京戰場。1938年1月中旬抵达孝感整训。1938年4月，第184师师长张冲在汉口秘密会见叶剑英，申请加入中共，并请中共派人到第184师工作。八路军武汉办事处遂派出周时英等一批骨干到第184师开展工作，组建地下党支部。
1938年4月19日第六十軍分乘火车开赴第五战区徐州战场，184师于22日晨经徐州至车辐山车站下车。投入徐州會戰，投入作戰的部隊有35,123人。六十軍的作戰拆分為兩部分，183師與184師運往山東省台兒莊投入台兒莊戰役後續防禦任務、182師與六十軍軍部為第二批增援。184师受命于台儿庄以东陶沟桥、孟庄、马家窑、丁家桥地区集结。部队集结完毕后即在原地抢筑工事。台兒莊的部隊與日軍交火時542旅旅長陳鐘書中彈戰死，職務由副旅長馬繼武接任，4月24日1084團團長龍雲階戰死。4月25日第五戰區下令第六十軍反攻台兒莊，182師作為主攻部隊，與183師部分部隊偕同攻入蒲汪鎮，4月26日539旅1078團團長董文英、183師1082團團長嚴家訓、1083團團長莫肇衡戰死。
除了台兒莊，盧漢將尚未投入的184师等3個團級部隊投入禹王山一線，部队抵达禹王山后决定544旅防守山头，543旅协防。4月27日該地部隊與日軍交火。4月28日晚，日军一个大队在炮兵的支援下开始进攻544旅1087团阵地。旅长王秉璋亲自率领进行反击，山头阵地经过几次反复拉锯终于被守住。544旅旅长王秉璋却因胸部负伤被抬下火线，山头阵地改由543旅接防。4月30日晨日军又以飞机大炮协攻，第1085、1086团两个团在师长张冲的亲自指挥下经过两次激战始击退进攻之敌。但是离山头约50公尺处仍有日军一股约160人依靠偏岩死角顽抗，经1086团第3营连续冲锋仍未能夺回。543旅旅长万保邦命1086团第3营再次进攻固守日军之残部。战至5月4日又有1085团的一个连增援，始将山顶日军残部歼灭。经过几次激烈的拉锯战，日军的攻势稍有减落。5月14日，军长卢汉接到战区司令长官部命令，开始撤往车辐山东南处的边山羊地区进行整理，所留阵地由黔军王文彦140师接防。其中第182、183师伤亡较大，建制残破不全，各被缩编为一个团，团长分别由182师539旅1077团团长余建勋、183师541旅副旅长萧本元担任。184师建制仍在，乃将王开宇的1087团并编入其余三个团。缩编的五个团全由184师师长张冲负责指挥。182师师长安恩溥回云南补训新兵，第183师师长高荫槐率编余军官随第六十軍军部行动。5月18日第六十軍整编完毕，第2集团军孙连仲命第六十軍防守徐州。5月20日军长卢汉将所部五个团分为三个纵队，以543旅旅长万保邦率领三个团为前卫，军指挥所及配属炮兵各单位参谋、后勤为本队，184师师长张冲率领两个团为后卫，沿徐（州）宿（县）公路向南撤退。部队一开始行动，敌机即飞来袭扰，且行且止。行至闵贤集后得报日军陷宿县后，已向北急进，距第六十軍不远；由鲁西南犯日军，已陷永城；由蚌埠北犯日军，亦进占蒙城、涡阳。第六十軍已陷入敌人包围中。5月21日部队抵达柳村，军长卢汉又将所部编为两个梯队，第一梯队三个团，由卢汉亲自率领：第二梯队两个团，由184师师长张冲率领。行至铁佛寺遭友军误击，两个梯队失去联系，各自突围。第一梯队经永城、毫州、鹿邑、陈州，抵达河南周家口。第二梯队经浍河、涡阳、郸城、界首、沈邱，抵达周家口与第一梯队会师。其中第二梯队因绕路而行，沿途遭受日军数次阻击，幸途中收编炮兵16团一个野炮营、炮兵12团一个野炮连，以野炮助战突围，始得成功。最后于6月上旬到达武汉转黄陂宋埠整补。第六十軍在昆明出发时，原有十二个团，官兵四万余人，戰後盧漢報告陣亡了18,844人。现在仅剩二万余人，中下级军官伤亡约500人，高级军官计有旅长阵亡一人，负伤一人（即184师544旅旅长王秉璋），团长阵亡四人，负伤三人。经过整编，虽仅余五个团，但战斗力尚存。1938年6月14日驻湖北崇阳的第五十八军和第六十军合编为第三十军团，军团长卢汉。
在武漢期間，第六十軍進行短暫休整，補充了1.2萬位從雲南補充的新兵恢復戰力，軍委會要求滇軍改組擴編為國民革命軍第一集團軍（原稱第30軍團），盧漢升任总司令，第六十軍軍長由安恩溥接任。盧漢決定讓184師補充恢復4團編裝，並將戰鬥經驗最資深的士官兵調入該師確保戰力。182师补入一个新兵旅。184师恢复二旅四团制的甲种师。
- 184师 师长张冲、副师长李文彬
  - 543旅 旅长萧本元
    - 1087团 团长余建勋
    - 1088团 团长邱秉常

  - 544旅 旅长万保邦
    - 1085团 团长曾泽生
    - 1086团 团长杨洪元

1938年8月份武漢衛戍司令陳誠指示第六十軍北上湖北省陽新縣佈防。由於大部分部隊有待重新訓練，盧漢在陽新佈防時以184師為防線第一梯隊，182、183師為防線第二梯隊。第184师以一部对富水北岸警戒，主力于南岸排市东南地区构筑阵地。以543旅1087团主力守备沙子坳、牛头山阵地。544旅1085团主力守备白门楼、上下大郁、黄连洞、石梯寺阵地。1086团主力守备石梯寺、汤公泉、老虎洞阵地，一部警戒富水北岸。1088团作为总预备队，驻守木鱼墩。武漢會戰期間，盧漢因病住院，除了影響到集團軍整編，也影響到滇軍在武漢會戰終盤時的作戰士氣。
1938年10月8日第六十军开赴白土塘。10月15日进行部队整编，182師的部隊移編給183、184師充實，182師只保留軍官返回雲南省重建部隊。10月底第六十军第184师、第五十八军新编12师合组为新编第三军编入第三十军团，以184师师长张冲任军长（184师师长仍由张冲兼任）。
新三军军长张冲“撤职留任，待罪立功”。然而张冲并没有等到待罪立功的机会，不久就被控告“与新四军来往频繁，图谋拉走部队”的罪行撤职。第184师所留师长职务由万保邦接任，并调回第六十军建制。第184师中的地下党员大都撤离，只有少数有社会关系基础、隐蔽较好的继续留下。
1939年2月第六十軍轉移至江西省銅鼓縣調整編制。各师由原来的两旅四团制改为三团制编制。
- 184师 师长万保邦、副师长曾泽生、参谋长罗展
- 550团 团长曾泽生（兼）
- 551团 团长杨洪元
- 552团 团长余建勋

1939年2月底第六十军整編後奉命由浏阳开赴江西奉新、高安地区，参加南昌会战，负责阻击沿湘赣公路进犯的日军。
民國29年（1940年）9月，日軍佔領越南，為了強化雲南省境防禦，1941年2月第六十軍從江西省回師雲南省，駐防蒙自、屏边一帶。此後六十軍即常駐雲南省境作為戍邊部隊，未再進行調動。第184师驻防屏边后，以师部与552团驻屏边新现；550团驻屏边迷底；551团驻屏边县城。為了強化防禦力第一集團軍將國民革命軍暫編21師編入六十軍增強兵力規模，師長馬繼武。民國三十二年（1943），安恩溥卸職赴陸軍大學進修，軍長職由184師師長萬保邦接任。
- 184师 师长曾泽生、副师长罗展/郑祖志、参谋长佴晓清
- 550团 团长郑祖志/赵一鹤
- 551团 团长陈开文
- 552团 团长魏瑛

民國34年（1945年）年，軍委會重新整編部隊時新三軍解散，第六十軍軍長由曾澤生接任。8月15日，日本無條件投降，盧漢率第六十軍同第國民革命軍第九十三軍開進越南北部南定接受日軍投降。9月6日184师被指派驻防越南顺化、土伦。184师551团被调给暂编21师，以云南新兵建立新的511团入184师序列：
- 184师 师长潘朔端、副师长郑祖志、参谋长马逸飞
- 550团 团长杨朝纶
- 551团 团长张秉昌
- 552团 团长魏瑛

## 第二次国共内战時期
民國35年（1946年）4月24日，第六十軍奉命從越南海防港海運至中国东北地区，5月11日在葫芦岛登岸。隸屬東北保安司令長官部。第六十軍的編制部隊和抗戰末期相同，被拆散使用：
- 军部及其直属队则被遣往新民县驻防。
- 第182師駐防瀋陽、鐵嶺、昌圖，歸新一军孫立人指揮
- 第184师被指定驻守鞍山至营口一线，师部及魏瑛552团驻海城，张秉昌551团驻鞍山，杨朝纶550团守备大石桥和营口，歸第五十二军指揮
- 暫編第21師駐防撫順等地歸東北行營直接指揮。

1946年5月，刘浩到东北，潜入第六十军，传达中共中央对滇军地下党组织的八项决定。6月，刘浩同第六十军军部副官长兼特务营长、地下党员杨重接上关系，杨重用“赵振华”的化名给刘浩办了一张少校军需官的通行证，刘浩以此为掩护，在第六十军中公开活动，人称“赵主任”。
1946年5月下旬，趁东北国军主力突破四平前线后正在发动吉长之战，东北民主联军第四纵队于5月23日开始进攻第184师第551团鞍山守军，5月24日午后肃清鞍山外围守军两个营的兵力。5月25日进攻鞍山市区，守军551团仅剩的第3营集中在市政公署大楼、炼钢厂、对炉山等地继续抵抗。从辽阳增援的第五十二军第2师一个营在途中被阻援部队击溃，第551团残部最后龟缩在鞍山女子中学楼内由营长率350余人向第四纵队投诚，团长张秉昌率领警卫队逃回海城师部。至此，鞍山解放，第551团被歼灭。第四纵队迅即调整兵力部署，一部打援，第10旅配属炮兵团和辽宁第1军分区保安第3团围攻海城。战斗部署为：
- 第28团强攻海城东主要屏障玉皇山。5月28日3时，第2营开始进攻玉皇山，第一连炸毁守敌2座地堡后，攻占了玉皇山第一个小山头。随后，转入逐堡争夺战斗；22时，第3营占领了玉皇山下的师范学校。尔后由城东、东南向城内突击
- 第30团于5月28日19时攻占城北2.5公里处的双山子高地一个连阵地；5月29日向城北进攻。
- 保安第3团由教军场一带进至海城南葫芦山谷，阻击大石桥增援之敌，并切断海城守军南逃之路；
- 四纵炮兵团在榆树园子以北高地占领发射阵地；
- 第29团为预备队。5月29日占领教军场后向城东进攻。

5月29日玉皇山岌岌可危，第184师师长潘朔端，听取了参谋长马逸飞提出“要守海城，就要保住玉皇山”的意见，当晚召集负实际指挥的副师长郑祖志，海城最有实力的第552团团长魏瑛，决定起义。围攻海城的东北民主联军第四纵队前指的纵队副司令员韩先楚、参谋长蔡正国征得上级统一，同意了潘朔端的起义请求。1946年5月30日凌晨1时，师部及第552团官兵共计2700余人起义投共。由10旅29团护送前往海城东部的析木城。5月31日发出184师起义宣言。第550团驻防大石桥、营口。5月30日，东北民主联军第四纵队第10旅第30团、炮兵团与辽宁第1军分区保安3团进至大石桥第550团防御阵地，要求该团起义，但遭到该团团长杨朝纶拒绝。6月2日第30团向第550团发起进攻。6月2日，杨朝纶接到国军发来的代理184师师长任命电。至6月3日晨，攻陷盘龙山阵地，第550团团部及第2、3营被歼，团长杨朝纶被俘；该团第1营由于第九十三军暂编20师、第六十军182师已接近大石桥得以保存。滇军老前辈、八路军总司令朱德于6月6日发给潘、郑两师长的贺电说：“见义勇为，振臂一呼，揭和平之义旗，张滇军之荣誉，全国人心无不为之振奋。”《解放日报》在同一天发表社论赞扬“海城的光荣起义”是“不可抗拒的力量。”“走高树勋、潘朔端的道路”在此后相当长的一段时间内，成了共产党开展瓦解敌军工作的一个主要口号。6月18日，起义部队在安东市改编为中国民主同盟军第一军，该军下辖184师和一个独立混成团。潘朔端为军长、郑祖志为第一副军长、马逸飞为参谋长、魏瑛为184师师长。杨朝纶被俘后被委任为中国民主同盟军第一军第184师副师长。第184师起义后不到三分之一师的兵力，但还是扩编成一个军，随之“见官升一级”，师长升军长，团长升师长，营长升团长，连长升营长，排长升连长。“升官”后，由于官兵一律实行工军的供给制，一些军官又大发牢骚：“升了官还是不发财！”1946年8月初，东北军政大学政治部主任徐文烈（云南宣威人）从北安东北军大总校调来担任民主同盟军政治部主任，东北民主联军辽东军区司令员兼政治委员萧华交代了在坚持先“稳定”、后“改造”分两步走的工作步骤基础上，实行“大胆开放民主，大胆发动群众”的改造方针，实现“打破旧制度”，争取“士兵翻身”的改造目标，以及“自上而下的合法斗争，自下而上的民主斗争”的工作方式。根据新的工作精神，民主同盟军第1军政治部主任徐文烈、副主任李毅。起义部队驻扎安东市接受了共产党4个月的正面教育，但并没有从整体上和根本上解决思想问题。1946年10月，当国军大举进攻安东、通化根据地，民主同盟军第1军184师副师长杨朝纶，利用旧军官对起义部队的控制，借起义部队向东满大后方转移之机会，在鸭大铁路石人车站附近，乘运输184师的火车遭空袭之机，以躲避空袭为名，策划并组织实施了大规模的叛变，使扩编后的民主同盟军第1军所辖的第184师1300余人被裹胁叛逃，史称石人车站叛变事件。1946年11月30日，起义部队余部抵达延吉，受到吉林军区司令员周保中（云南大理人）热烈欢迎。起义部队于1946年年底到达北满根据地黑龙江省巴彦县兴隆镇。1947年，该军政治部主任徐文烈总结了两条主要教训：其一，是组织上对军官、尤其是对“团营两级的争取未做到应得成绩”，对少数占据重要职位的反动分子在组织上“未作适当处理”；第二条主要教训，是“政治上尚未彻底改造这支部队，在旧军制下军官压迫士兵、士兵盲从军官的反动思想传统没有打垮”。184师起义部队调至延吉，在周保中、陈正人的领导下，开了一个会，总结起义以来的经验教训，决定把部队编成大队到实际中去锻炼。随后潘朔瑞、郑祖志、魏瑛调去哈尔滨，由马逸飞率领部队驻兴隆沟待命。不久又调赴兴隆时，潘朔瑞等由李立三陪同回兴隆，研究部队整训工作，决定用诉苦方法进行新式整军。由于国民党军队都是穷苦老百姓，这个方法很有效，经过四个月的整军，于1947年6月分别被编成第三、六、九三个支队，每个支队约有六百余人。潘朔瑞调任野战军副参谋长、郑祖志调任地方工作、马逸飞任第3支队长、魏瑛任第6支队长。其中第3支队隶属吉林军区参加战斗，第6支队隶属辽吉军区第五军分区对阵国军第184师，第9支队编入东北军区输送团。
蒋介石为稳定第六十军剩下两个师的军心，表示“宽大为怀、不予追究”重建184师。1946年6月底，东北保安司令长官部以第550团第1营、收拢的该师溃兵和河北、江苏新兵、从第182师、暂编21师部分军官为骨干，重建第184师。
- 师长陈开文（第182师副师长升）、副师长甘艺、参谋长刘国举
- 550团 团长李佐
- 551团 团长张秉昌
- 552团 团长曾邦本

184师参加了1946年11月对辽南解放区的扫荡作战。1947年1月调四平以西配属第七十一军。1947年2月保康火车站争夺战中第551团第2营被歼。1947年3月15日，西满军区辽吉前线部队，向保康、茂林两个车站守军第184师551团猛攻，经过一昼夜的激战，于3月16日上午八时半解放保康、茂林两地毙伤百余名，缴获重机枪22挺、60炮2门、冲锋枪13支、长短枪390支。在茂林战斗中，保二旅五团团长何光牺牲。1947年3月第184师调梅河口驻防，由东北保安司令长官部直接指挥。
1947年3月，为争取第六十军起义，东北局决定抽调云南籍干部成立滇军工作委员会，由东北局敌工部长李立三任书记，李力果、刘浩任副书记，其办事机构是设在缸窑镇的吉北联络处。同时成立配合、保卫工委工作的中国民主同盟军第三支队，该支队是从中国民主同盟军第一军（由第一八四师潘朔端起义部队改编）中抽调120人组成的，属吉林军区吉北军分区序列，支队长由军参谋长马逸飞担任。吉林军区也成立了滇军工作委员会，由司令员周保中任书记，军区政治部联络部陈方任副书记。办事机构是吉南联络处，联络处下设岔路河、取柴河2个工作站（敌工站），担任配合和保卫工作的是吉南武工队。
1947年5月，蒋介石获悉张冲到哈尔滨就任松江省副主席的消息，下令洗刷镇压滇军中张冲旧部。第六十军地下党撤走一批，由孙公达负责。
1947年东北夏季攻势中，东北民主联军第三纵队司令员韩先楚指挥该纵队并第四纵队第10师围攻梅河口第184师。184师以师部和551团驻防梅河口车站以西地区；师直驻防车站以北的莲河车站；550团驻防梅河口车站并以一个营作游击；552团驻防梅河口大街并以一个营驻防车站以南的上江城车站。战斗经过：
- 第7师主力5月22日围攻梅河口以西东丰县城；
- 第8师主力集结于梅河口大杨崴、辽阳街一带，准备阻击由西安（今辽源）、清原来援之敌；
- 第9师主力进抵梅河口东北地域准备阻击由海龙镇来援之敌。
- 第10师于5月24日下午以第28、第29团在2个炮兵团火力支援下，夺取梅河口镇北外围阵地，第30团由镇北沿铁路猛攻。5月25日，由于地形开阔，步炮协同欠好和守军在空军支援下依托坚固工事顽强反抗，致纵深战斗进攻受阻，攻击队伍伤亡较大。5月26日，调整突破口，第29团配合第30团夺取梅河口车站，第28团占领外围阵地后沿神社向铁路工厂突击。5月27日，预备队第7师、第9师各1个团投入战斗。5月28日，第10师组织火力，第28、第30、第29团从南、东、东北3个方向一举突入守军主阵地，全歼守军7188人，击落飞机l架，俘虏第184师师长陈开文、团长张秉昌、曾邦本。
- 廖耀湘派遣新六军新22师增援，在南山城子被阻援部队打退。

共军控制了沈吉铁路中段、四梅铁路东段及其两侧地域，与北满主力于四平地域会师，南北满彻底连成一片。随后发动了第三次四平战役。
东北保安司令官杜聿明以东北保安第3师第2团为基干，并收容梅河口被歼第184师参谋长刘国举、团长李佐残部，第二次重建了184师：
- 184师 师长杨朝纶、副师长舒秉权、参谋长刘国举
- 550团 团长李佐
- 551团 团长刘国举（兼）
- 552团 团长张文蔚

该师重建不久即被调往北镇整补。驻防北镇、黑山、沟帮子。东北冬季攻势中退入锦州：
- 550团 团长何文洲 于锦西南面构筑工事
- 551团 团长刘盛昌 驻防锦州城头
- 552团 团长何漴 于锦西西北面构筑

1948年10月14日锦州破城，副师长舒秉权率残部放下武器。师长杨朝纶、参谋长刘国举逃脱入关。
东北秋季攻势后，策反滇军工作改由东北军区政治部统管，下设联络部，政治部副主任周桓兼部长，王央公任副部长，原东北局敌工部滇军工委的人员全部转到联络部，并根据罗荣桓的建议，成立东北军区政治部前方办事处，刘浩任处长，方正、杨滨（杨重）任副处长，除负责争取第六十军工作外，还兼管掌握前方部队执行俘虏政策情况。刘浩不顾个人安危，亲自面见暂编第21师师长陇耀，将东北军区首长和潘朔端的信交给他，陈说利害。陇耀表示，打内战不是他的本意，条件成熟后，会考虑反蒋起义问题。最后双方确定了联系办法。按照陇耀的要求，吉林军区将暂编第21师的120多名被俘军官释放，并带回吉林军区司令员兼省政府主席周保中给曾泽生、白肇学（第一八二师师长）、陇耀的信。周保中在信中称：“抗战胜利之后，美其名曰‘受降’，把滇军全部骗往越南，滇军前脚才出国门，蒋介石就发动云南政变，致使五华山炮响，三牌坊血流。‘受降’完毕以后，又美其名曰‘接收’，把滇军从气候炎热的越南调到冰天雪地的东北投入内战的烽火之中，……如今之计，只有效潘朔端将军海城起义，并肩作战，打回云南，才能解救家乡。”
民國36年（1947年）11月，暂编第五十二师列入第六十军建制，但“人事、经理自成一系”。该师由原东北第四保安区改编为暂编第五十二师，师长刘伯中。后并编入东北交警总局吉林警务处，中央嫡系李嵩任师长。
1948年3月8日晨，卫立煌派东北剿总副司令郑洞国和参谋长赵家骧飞抵吉林，向六十军军长、吉林警备司令曾泽生传达要六十军撤往长春的命令。同时传达了蒋介石的指令，撤退前销毁不能带走的辎重、粮秣，炸毁吉林火车站和丰满电站。3月8日晚10时许，六十军和吉林省市党政机关、地方部队，仓皇西撤。部队分三路纵队行进：
- 右路为暂五十二师沿吉长铁路；3月9日到达柳树屯时，遭吉林军区部队的阻击，遂改变原路线，从太平插到中路左翼，迟滞了中路梯队的行动。
- 左路为省保安队沿吉长公路；
- 中央纵队是一八二师、六十军军部和暂二十一师。中路先头部队五四四团、五四五团在波泥河子遭吉林军区独六师和吉南分区七十二团的阻击。加上随部队逃亡的数千官吏、地主和士绅随意乱窜，扰乱了秩序，致使联络中断、指挥失灵、各自为战，被我独立六、七、八、九四个师和吉南、吉北地方部队分割、包围、聚歼，计俘敌4,000多人，毙伤900余人，缴获各种炮30门，各种枪800多支。

当时道路积雪覆盖。东北剿总配属六十军的4门105毫米榴弹炮刚出城即同牵引车弃置路旁。此次退却行程200余里，走了三天三夜才到达长春。策反滇军的工作机构也随之移往长春周围。东北军区政治部前方办事处移驻九台县卡伦镇，刘浩兼任围城指挥所（后改为第一兵团司令部）联络部长；吉林军区联络部将吉南联络处移至双阳县新安堡镇，在公主岭范家屯镇设立敌工站。5月，敌工站改为东北军区政治部联络部第二联络处，左仲平任处长。与此同时，松江军区、辽北军区也在长春外围设立了敌工办事机构。4月，经东北军区批准，从哈尔滨解放团中，挑选与曾泽生、陇耀关系较深且表现较好、在中下级军官中有一定影响的被俘团长张秉昌、副团长李峥先等人，约定好联系方法，以释放俘虏的形式把他们遣送回长春，并让他们分别带去了给陇耀、李佐（第一八二师副师长）的信。同时，第一八四师起义将领潘朔端、郑祖志、马逸飞等，也以故旧袍泽之谊，不断给曾泽生、陇耀写信。
困守长春时期序列：
- 第六十军军长曾泽生（兼） 参谋长徐树民
  - 第182师师长白肇学 副师长李佐 参谋长杨正隆
    - 第544团团长胡彦
    - 第545团团长朱光云
    - 第546团团长邓应斌

  - 暂编第52师师长李嵩 副师长欧阳午 参谋长汤启圣
    - 第1团团长胡家驹
    - 第2团团长周曙初
    - 第3团团长谢绍贤

  - 暂编第21师师长陇耀 副师长任孝宗 参谋长杨肇骧
    - 第1团团长李树民
    - 第2团团长李家祯
    - 第3团团长赵时雍

  - 军直属：
    - 教导团团长凌发启
    - 骑兵团团长毛尊五

1948年10月14日，曾澤生和其麾下暂编第二十一师師長隴耀、第一八二师师长白肇學等商定投降事宜。最終於10月17日，第六十軍倒戈（共产党称为“起义”，国军称为“叛变”，均认为与“投降”不同），一同的新編第七軍也被迫投降。长春起义后，东北军区迅速向起义部队调派解放军干部410人，其中海城起义的云南籍官兵在60%以上，且多安排在改造起义部队的第一线，担任连指导员或营教导员。1949年1月国军第六十军被改编为中国人民解放军陆军第五十军，辖第148、第149、第150师：
- 军长曾泽生任职至1970年
- 第150师政委李冠元

1948年11月天津防守司令陈长捷为加强天津守备力量，将逃脱回来的184师残部加上其他败兵共5,000余人编成冀东保安第3总队。第184师原师长杨朝纶向蒋介石请求，恢复了184师番
号，至48年12月28日，该师已扩充到7,000余人，但是有枪械者不到一半。
- 184师 师长杨朝纶、副师长刘国举、参谋长罗恒。布置于天津南区右翼阵地（南开大学到中央医院一带）
- 550团 配置于南开大学南院西南地区第一线阵地的左翼
- 551团  作为预备队，配置于中央医院及迪化道（今乌鲁木齐道）、兰州道地区
- 552团 配置于南开大学北院及附近地区第二线阵地
- 特务营
- 工兵营
- 辎重营
- 炮兵营
- 通信兵连

1949年1月12日184师阵地开始与解放军发生战斗，第一线阵地有少数碉堡丢失。1月13日夜，550团守军打死解放军侦察兵三人，从其中一人身上搜出进攻地图一张，当即由参谋长罗恒送交陈长捷，但此时防守天津各部已相继为解放军钳制，无法调整部署。1月14日解放军发动全面总攻，15日拂晓，解放军突破西营门防线。午时184师552团侧翼遭受攻击，第一、二线阵地士兵开始陆续投降。下午1时，师预备队为保护师部，凭借街道工事进行抵抗，师部掩体逐个被毁。至3时，师部被攻占，师长杨朝纶被俘。
1949年6月，解放军第五十军奉命入关南下。1949年9月到达湖北后，中央军委和第四野战军决定，将原第150师按营、连整建制全部编补第148、第149师，将东北军区第167师（师长王家善）改称150师拨归第五十军。李冠元继续担任新的第150师政委。该军参加了鄂西战役、成都战役。

## 中华人民共和国時期
1949年10月奉命参加鄂西战役。第四野战军首长两次通令表扬“五十军此次参加鄂西战役，坚决执行命令，不怕疲劳，作战勇敢，俘敌7000余人，与友军团结友爱，特别执行三大纪律八项注意，首战立功，殊堪嘉慰，特通报表扬。”1949年11月根据四野首长提议，毛泽东批准“同意五十军入川作战”，配合第一、二野战军作战参加围歼成都战役，消灭胡宗南集团。入川作战一个月解放了五座县城，毙敌380人，俘敌8165人，迫降敌17700人，缴获大量武器、弹药。
1950年按照中央的精简政策，第五十军从原来的5.8万人缩编至3.3万人，分散在湖北各地执行水利、生产、剿匪等任务。1950年9月上旬，第五十军编入到东北边防军序列。接到中央命令以后，该军紧急收拢部队，乘火车开赴东北，准备改编为炮兵部队。1950年10月24日夜，时任军政委的徐文烈接到东北军区政委高岗的电话，命令该军马上恢复原装备，即刻乘已经派来的火车向中朝边境紧急开进。入朝时，该军指挥机构组成未及完成调整。陇耀因为身体不好，后来确实就留在国内，没有入朝；白肇学随部队入朝参战，回国后任云南省工业厅副厅长等职。在无准备的情况下，第五十军参加了抗美援朝第一次战役。
1950年10月，中国人民志愿军第五十军入朝作战，连续参加第一次、第二次、第三次、第四次战役。五十军在第一战役奉命截击向楚山及新义州方向进犯之敌，并在安东及新义州设防以保证志愿军后方安全。在第一、二次战役中虽没有参加较大战斗。第二次战役后，志愿军首长调第四十军副军长蔡正国任第五十军第一副军长，协助曾泽生军长指挥作战。第三次战役，五十军各师分路追击南逃之敌。
- 第一四九师沿高阳至汉城追击敌军。在议政府与美二十五师一个营激战三小时，切断英军负责掩护撤退的坦克营。1951年1月3日夜步兵第445团与446团各一个营在汉城北佛弥分路展开，将英军坦克行军纵队切成几段，实行前堵后截，拦腰攻击。先头坦克被打坏，堵住了后路。该军各连队组织反坦克小组，采取多路出击，以集束手榴弹、炸药包、爆破筒，展开了群众性爆破坦克战斗。各级指挥员提出“炸毁一辆坦克立大功”号召，战场一度白热化，经3小时激战，全歼英第二十九旅皇家重坦克营，炸毁坦克27辆、汽车3辆，缴获坦克4辆、装甲车3辆、汽车18辆、榴弹炮2门，毙敌200余人，生俘敌英军少校营长以下227人。1951年1月11日，志愿军首长彭德怀、邓华、洪学智、韩先楚联名致电各军并上报军委，表扬第一四九师第446团：“我五十军一四九师四四六团在新年攻势中，由于全体指战员迅速积极行动，于高阳附近抓住英29旅及美军一部，给予沉重打击，打死打伤敌500余人，生俘英军少校营长以下227人，炸毁坦克27辆，缴获汽车18辆、装甲车3辆、榴弹炮两门。此种果敢战斗行动，值得全军学习，特通令表扬。”
- 第一四八师、第一五○师渡过临津江后，追击南逃之敌，与第三十九军同时进占汉城。

1951年1月25日，联合国军以三分之二约23万的兵力，大举北进。第五十军和第三十八军第一一二师及朝鲜人民军第一军团在汉江南岸组织防御。一四八、一四九师分别据守由釜山、大邱至汉城铁路、公路两侧各高地。敌欲取汉城北进必争兄弟山、帽落山、白云山、文衡山诸高地。美三师、美二十四师、美二十五师及韩军一部近6万余人，在飞机200余架，坦克80辆，各种火炮300余门掩护下，全线发起大规模进攻，主要进攻方向是五十军正面。四四七团二营坚守白云山主峰11昼夜。1月31日志愿军首长通令表彰第五十军全体指战员，特别表扬第四四三、四四四、四四七团英勇抗敌，坚守阵地勇敢战斗作风。1951年2月17日全军撤至汉江北岸后，在汉江北岸继续顽强阻敌20余天。胜利完成汉江南岸阻击五十个昼夜，共毙伤敌11000人，俘敌61人，缴获各种枪支1800多支，汽车17辆，坦克37辆，装甲车3辆，击落击伤敌机15架。四四七团被志愿军总部授予“白云山团”，四四四团四连，四四五团八连、四五○团七连，分别被授予“修理山连”和“英雄连”称号，全军有8人被授予战斗英雄，有16人被授予特等功臣，有476人立了大功，7049人荣获朝鲜政府授予的勋章和奖章。此战第五十军伤亡6256人；全军有7个连、31个排，138个班的指战员全部伤亡；四四七团坚守白云山，伤亡最大，撤下阵地时不足400人；四四三、四五○团撤出战斗均不足500人。彭德怀对曾泽生说：“五十军打得好，你指挥得好啊，我要给你补兵，优先给你们五十军军换装。”志愿军副司令员洪学智后来在回忆录中评价此战：“五十军和三十八军一一二师都打得很顽强，五十军是长春起义的国民党六十军改编的，这次和三十八军主力部队在一起，不甘示弱，打得英勇顽强。军长曾泽生一直跟着部队在前线指挥，每一点都要同敌人反复争夺，使敌人付出了沉重代价。”1951年4月回国在凤城地区休整、补充兵员装备，召开追悼大会和庆功会，总结作战经验，全军换装后改编为苏式重装军。1951年7月10日再次紧急入朝，驻守西海岸准备抗击敌人在侧后登陆。1951年10月30日起，在空军和地面炮兵的有力配合下，先后渡海登陆攻克大、小和岛和艾岛，歼敌400余人1955年撤出朝鲜，驻安东地区。1967年第五十军率第148师、第149师调归成都军区。1967年，第149师与第十八军第52师对调番号，后沿革为西藏军区第52旅；其余所属部队及军部番号在1985年百万大裁军中被撤销。